# Seznam ulic v Brně-Kníničkách
Seznam ulic v Brně-Kníničkách uvádí přehled ulic a veřejných prostranství na území městské části Brno-Kníničky, která je územně totožná s evidenční částí obce Kníničky a s katastrálním územím Kníničky.

## Seznam
| Název         | Pojmenováno po                    | Souřadnice                       | Obrázek | Commons            | RÚIAN  | Mapy.cz        |
| ------------- | --------------------------------- | -------------------------------- | ------- | ------------------ | ------ | -------------- |
| Ambrožova     |                                   | 49°14′24″ s. š., 16°31′46″ v. d. |         |                    | 710156 | stre&id=143920 |
| Dolní louky   |                                   | 49°14′ s. š., 16°31′31″ v. d.    |         | Dolní louky (Brno) | 695181 | stre&id=142470 |
| Hluboček      |                                   | 49°14′22″ s. š., 16°31′43″ v. d. |         |                    | 710164 | stre&id=143921 |
| Hrázní        | hráz Brněnské přehrady            | 49°14′36″ s. š., 16°30′51″ v. d. |         | Hrázní (Brno)      | 36145  | stre&id=80454  |
| K Bukovinám   |                                   | 49°14′10″ s. š., 16°31′36″ v. d. |         | K Bukovinám        | 30295  | stre&id=79871  |
| K lesu        | les                               | 49°14′13″ s. š., 16°31′45″ v. d. |         |                    | 36170  | stre&id=80457  |
| Místní        |                                   | 49°14′17″ s. š., 16°31′39″ v. d. |         |                    | 710172 | stre&id=143922 |
| Nová          | čas                               | 49°14′15″ s. š., 16°31′36″ v. d. |         | Nová (Brno)        | 28860  | stre&id=79729  |
| Ondrova       | Josef Ondra                       | 49°14′15″ s. š., 16°31′38″ v. d. |         | Ondrova (Brno)     | 29092  | stre&id=79752  |
| Přehradní     | Brněnská přehrada                 | 49°13′58″ s. š., 16°31′21″ v. d. |         | Přehradní (Brno)   | 30392  | stre&id=79881  |
| Rekreační     | rekreace                          | 49°14′5″ s. š., 16°31′25″ v. d.  |         | Rekreační (Brno)   | 30759  | stre&id=79917  |
| Rozdrojovická | Rozdrojovice                      | 49°14′45″ s. š., 16°30′55″ v. d. |         | Rozdrojovická      | 759538 | stre&id=148406 |
| U kaple       | kaple svatého Cyrila a Metoděje   | 49°14′10″ s. š., 16°31′38″ v. d. |         | U Kaple (Brno)     | 678996 | stre&id=141397 |
| U luhu        |                                   | 49°14′19″ s. š., 16°31′41″ v. d. |         |                    | 695173 | stre&id=142469 |
| U památníku   | pomník obětem druhé světové války | 49°14′6″ s. š., 16°31′33″ v. d.  |         | U památníku (Brno) | 33758  | stre&id=80215  |
| Šikulova      | František Šikula                  | 49°14′3″ s. š., 16°31′24″ v. d.  |         | Šikulova           | 32697  | stre&id=80110  |